# 小行星6230
小行星6230（英語：6230）是一颗围绕太阳公转的小行星。1984年9月27日，茲丹卡·瓦弗洛娃在克列特发现了此天体。
这颗小行星的绝对星等为97.02095等。